# TDRSS

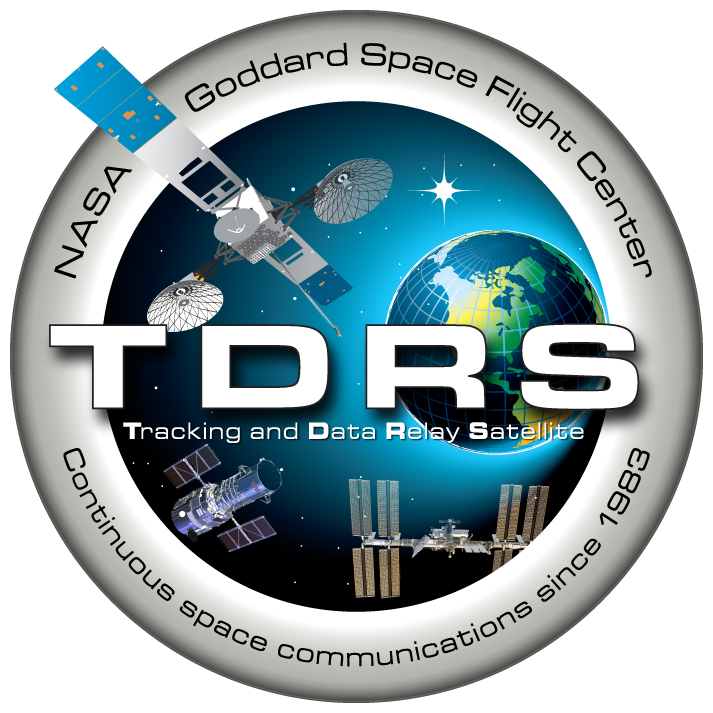
Logo programu TDRSS

TDRSS (ang. Tracking and Data Relay Satellites System) – satelitarny system śledzenia i przekazywania danych. Służy do utrzymywania łączności pomiędzy naziemnym centrum satelitarnym a satelitami niskoorbitowymi, Międzynarodową Stacją Kosmiczną, Kosmicznym Teleskopem Hubble’a oraz w przeszłości z wahadłowcami. Jest głównie wykorzystywany przez NASA oraz rząd Stanów Zjednoczonych. Głównym celem podczas opracowywania tego systemu było zwiększenie czasu oraz ilości przekazywanych danych między stacją naziemną a wahadłowcem.

## Historia

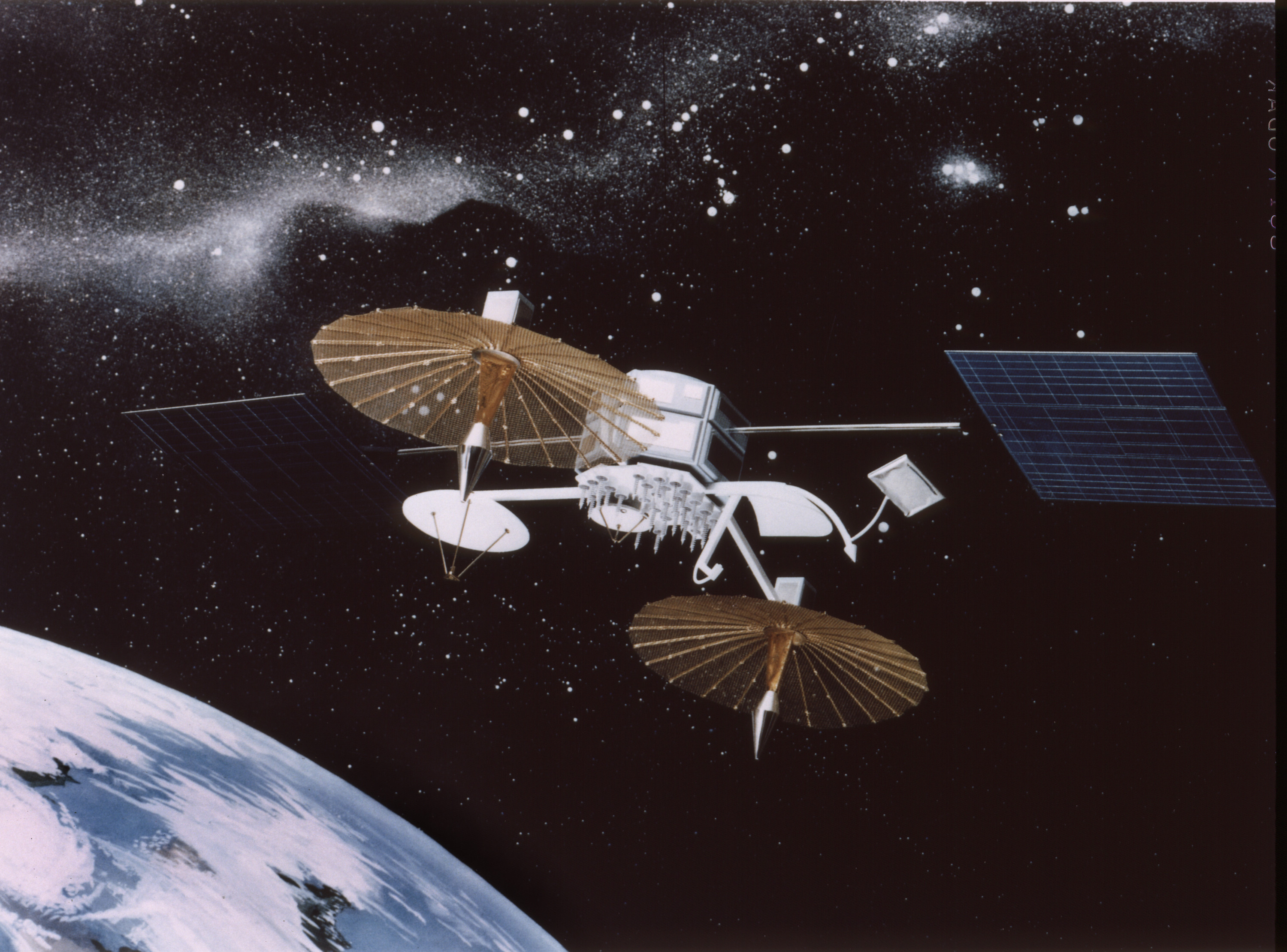
Satelita TDRS pierwszej generacji

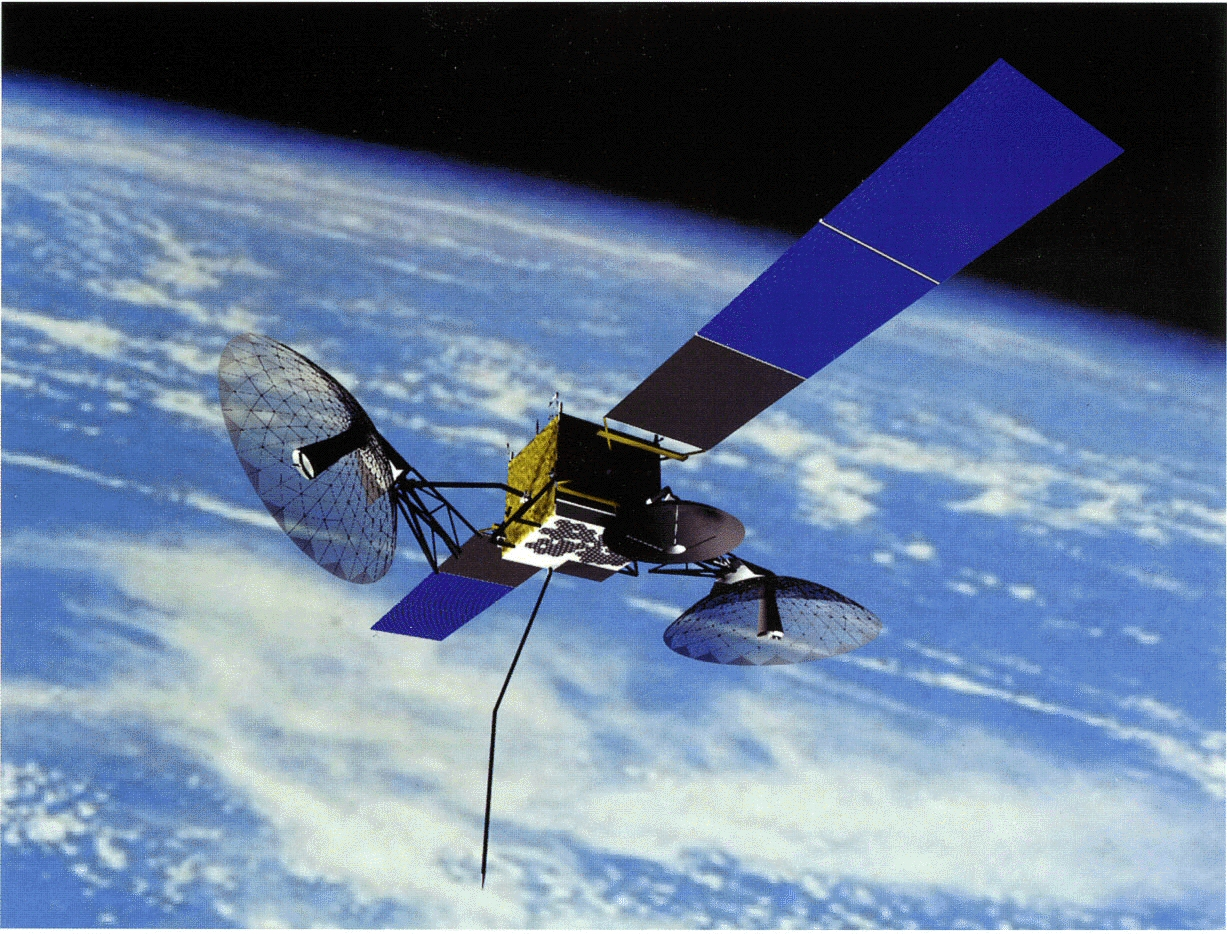
Satelita TDRS drugiej generacji

Jako pierwszy system łączności pomiędzy stacjami naziemnymi a urządzeniami w kosmosie NASA stworzyła STADAN (Spacecraft Tracking and Data Acquisition Network). Do łączności wykorzystane zostały anteny paraboliczne oraz systemy telefoniczne. STADAN pozwalał na utrzymanie komunikacji pomiędzy Ziemią a urządzeniem w kosmosie przez około piętnaście z trwającego dziewięćdziesiąt minut okrążenia Ziemi.
Kolejną siecią był MSFN (Manned Space Flight Network), pozwalał on na komunikację ze statkami oddalonymi o ponad 16 tys. km od Ziemi. Pod koniec programu Apollo NASA stwierdziła, że MSFN i STADAN zaczynają rozwijać się w tym samym kierunku. Z połączenia tych dwóch standardów powstał STDN (Space flight Tracking and Data Network).
Mimo połączenia dwóch systemów w jeden, miał on wiele wad. NASA zaczęła pracować nad nowszym systemem, który dawałby bardziej niezawodny sposób komunikacji. Nowy system miał się opierać na komunikacji z satelitami umieszczonymi na orbicie geostacjonarnej. Satelity te mogły odbierać i nadawać sygnał do satelitów LEO (Low Earth Orbit) oraz stale pozostawać w zasięgu sygnału ze stacji naziemnych. W pierwszym systemie TDRSS wykorzystano dwa satelity (jeden zachodni, drugi wschodni) oraz jeden zapasowy.
4 kwietnia 1983 roku pierwszy satelita systemu TDRSS, TDRS-1, został umieszczony w kosmosie. Na orbitę został wyniesiony podczas dziewiczego lotu wahadłowca Challenger (lot STS-6). Uszkodzenie rakiety IUS spowodowało wyniesienie go na zbyt niską orbitę. Dopiero po 58 dniach delikatnych manewrów inżynierowie NASA ustawili TDRS-1 na właściwej orbicie. 23 i 24 września 1983 roku uruchomiono sześć dysz korekcyjnych satelity, aby go przesunąć z 67° długości geograficznej zachodniej na 41° długości zachodniej. W dniach 16 i 17 października 1983 ponownie uruchomiono silniki, aby zatrzymać zakończone przesuwanie. TDRS-1 służył aż do 2009 roku, najpierw jako satelita główny, a potem jako zapasowy.
TDRS-2 został zniszczony w czasie katastrofy Challengera w styczniu 1986 roku, w której zginęło siedmioro astronautów. Loty kosmiczne i system TDRSS zostały wtedy zawieszone na okres ponad dwóch lat. TDRS-3 został wyniesiony przez wahadłowiec Discovery 29 września 1988 roku. TDRS-4 został wyniesiony przez Discovery 13 marca 1989. W latach 90. wystrzelono jeszcze trzy satelity TDRSS pierwszej generacji, zaś w latach 2000–2002 kolejne trzy, należące do drugiej generacji. 31 stycznia 2013 o 01:48 UTC wystrzelono pierwszego satelitę trzeciej generacji – TDRS-K.
| Satelita | Data startu      | Nazwa misji lub rakiety: |
| -------- | ---------------- | ------------------------ |
| TDRS-1   | 4 kwietnia 1983  | STS-6                    |
| TDRS-2   | 28 stycznia 1986 | STS-51-L                 |
| TDRS-3   | 29 września 1988 | STS-26                   |
| TDRS-4   | 13 marca 1989    | STS-29                   |
| TDRS-5   | 2 sierpnia 1991  | STS-43                   |
| TDRS-6   | 13 stycznia 1993 | STS-54                   |
| TDRS-7   | 13 lipca 1995    | STS-70                   |
| TDRS-8   | 30 czerwca 2000  | Atlas IIa                |
| TDRS-9   | 8 marca 2002     | Atlas IIa                |
| TDRS-10  | 4 grudnia 2002   | Atlas IIa                |
| TDRS-11  | 31 stycznia 2013 | Atlas V                  |
| TDRS-12  | 24 stycznia 2014 | Atlas V                  |

## Łączność pomiędzy stacją naziemną a wahadłowcem

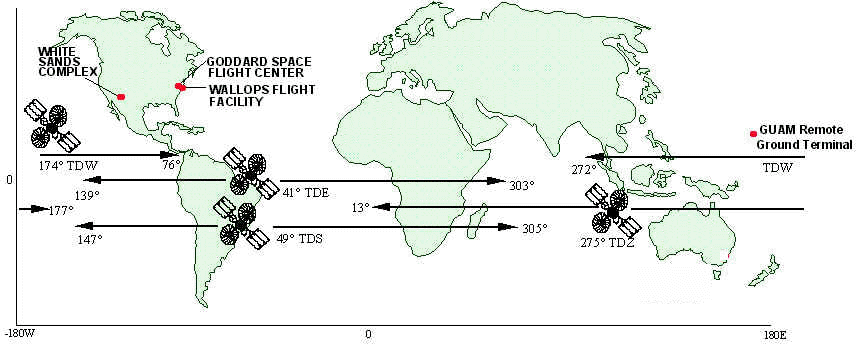
Zasięg poszczególnych satelitów TDRSS

Wahadłowiec okrążał Ziemię na niskiej orbicie. Na orbicie geostacjonarnej, w polu widzenia stacji naziemnej, umieszczone dwa satelity przekaźnikowe, z których prawie bez przerwy co najmniej jeden mógł nawiązać łączność z poruszającym się względem nich wahadłowcem. Łączność pomiędzy wahadłowcem a stacją naziemną realizowana była droga bezpośrednią, jeśli wahadłowiec znajdował się w „polu widzenia” stacji naziemnej, lub za pośrednictwem jednego z satelitów przekaźnikowych TDRSS.

## Łącze satelita TDRSS – wahadłowiec

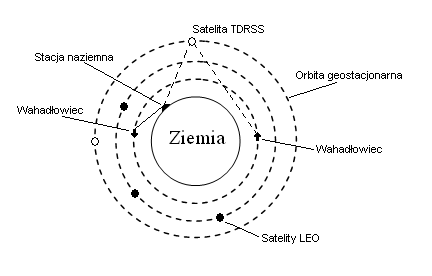
Łączność pomiędzy stacją naziemną a wahadłowcem

W łączu między wahadłowcem a satelitą przekaźnikowym TDRSS zastosowano transmisję z rozpraszaniem widma w paśmie 2 GHz (tzw. pasmo S). Łącze to posiadało niewielką przepustowość: 32 kbit/s lub 72 kbit/s, zależnie od wartości stosunku sygnału do szumu w kanale transmisyjnym wynikającej z odległości wahadłowca od satelity przekaźnikowego.
| Parametr                                  | Wartość                     |
| ----------------------------------------- | --------------------------- |
| częstotliwość nośna                       | 2106,4 MHz                  |
| przepływność ciągu informacyjnego         | 32 kbit/s lub 72 kbit/s     |
| kodowanie protekcyjne                     | kodowanie splotowe, R = 1/3 |
| modulacja                                 | BPSK                        |
| przepływność danych na wejściu modulatora | 96 kbit/s lub 216 kbit/s    |
| przepływność ciągu pseudolosowego         | 11,232 Mbit/s               |
| długość okresu ciągu pseudolosowego       | 2047 bitów                  |

## Łącze satelita TDRSS – satelity LEO
Do zadań satelitów przekaźnikowych systemu TDRSS należy także, obok utrzymania łączności z wahadłowcem kosmicznym, utrzymanie łączności z satelitami umieszczonymi na orbitach niskich LEO. Do tego celu służy odrębny system łączności, działający także w paśmie 2,1 GHz i wykorzystujący transmisję z rozpraszaniem widma.
W łączu zastosowano kwadraturową modulację fazy QPSK, przy czym na poszczególnych nośnych, synfazowej i kwadraturowej, sposób generacji sygnału i jego parametry są zupełnie inne. Nadrzędnym wymaganiem stawianym projektantom systemu było uzyskanie czasu synchronizacji kanału synfazowego, służącego do przesyłania danych użytkownika, nie przekraczającego 20 sekund. Sygnał przesyłany w kanale ma następującą postać:
s(t) = A[d(t)kc(t)cos2πfct – 0.316kr(t)sin2πfct]
d(t) – ciąg danych
kc(t); kr(t) – ciągi pseudolosowe rozpraszające widmo
fc – częstotliwość nośna w paśmie 2,1 GHz
A – stała
| Parametr                                      | Wartość                                      | Wartość                                                                                |
| --------------------------------------------- | -------------------------------------------- | -------------------------------------------------------------------------------------- |
| Kanał                                         | synfazowy                                    | kwadraturowy                                                                           |
| przeznaczenie                                 | transmisja danych                            | Telemetria                                                                             |
| pasmo częstotliwości                          | 2,0 – 2,1 GHz                                | 2,0 – 2,1 GHz                                                                          |
| modulacja                                     | BPSK na nośnej synfazowej                    | BPSK na nośnej kwadraturowej                                                           |
| względny poziom mocy                          | 0 dB                                         | -10 dB                                                                                 |
| przepływność danych                           | od 125 do 1000 bit/s                         | nie dotyczy                                                                            |
| sposób rozpraszania widma                     | kluczowanie bezpośrednie DS                  | kluczowanie bezpośrednie DS                                                            |
| częstotliwość generatora ciągu pseudolosowego | ok. 3 MHz, zależnie od częstotliwości nośnej | ok. 3 MHz, zależnie od częstotliwości nośnej                                           |
| generator ciągu pseudolosowego                | generator Golda                              | 18–elementowy generator sekwencji o maksymalnej długości, z ograniczeniem okresu ciągu |
| okres ciągu pseudolosowego                    | 1023 bity                                    | 256 * 1023 bity                                                                        |